# Novi Sad
Novi Sad (în sârbă și ruteană: Нови Сад, în maghiară: Ujvidék, în slovacă: Nový Sad, în germană: Neusatz) este un oraș din Serbia. Este capitala provinciei Voivodina și un mare centru industrial și cultural. Orașul mai este cunoscut ca Atena Sârbească (Srpska Atina).
Orașul se află în regiunea Bačka de Sud. În cadrul populației orașului se află și 860 de români (0,28%). 
Novi Sad este al doilea mare oraș ca mărime și importanță din Serbia, după Belgrad. Conform datelor din luna aprilie 2011, orașul avea o populație urbană de 299.294. Orașul este situat la granița dintre regiunile Bačka și Srem, pe malurile Dunării și Canalului Dunăre-Tisa-Dunăre, lângă pantele nordice ale muntelui Fruska Gora.
De când a fost fondat în 1694, Novi Sad a devenit centrul culturii sârbești și și-a câștigat denumirea sa de Atena sârbească. Astăzi, Novi Sad este un mare centru industrial și financiar al economiei sârbești și este, de asemenea, unul dintre cele mai mari locuri de construcție din zonă.
În anul 2019 a fost Capitala Europeană a Tineretului, iar în 2022 a devenit Capitală Europeană a Culturii.

## Nume

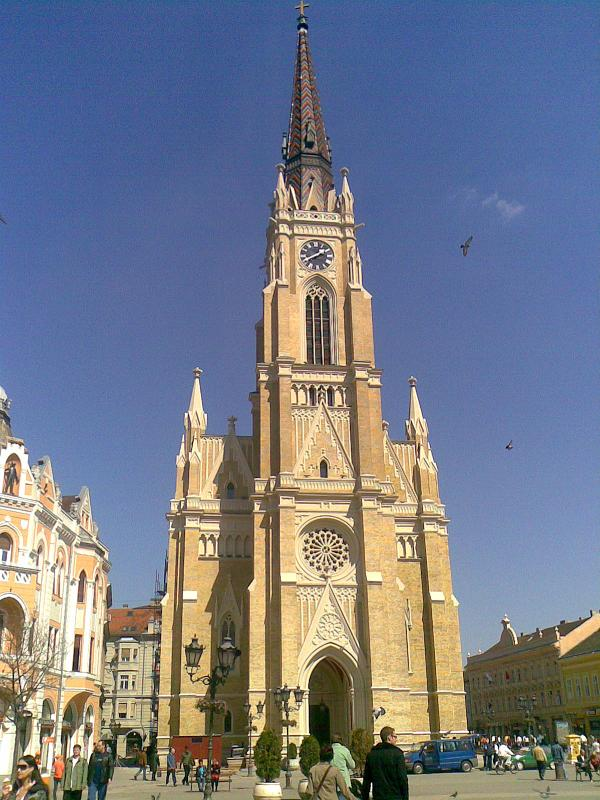
Catedrala din Novi Sad

Numele Novi Sad înseamnă "plantații noi", în limba sârbă. Aceasta este o traducere a cuvântului latin "Neoplanta", numele dat de Maria Tereza orașului. Ca un loc de întâlnire al culturilor și al popoarelor, Novi Sad a ajuns să aibă mai multe nume diferite, în diferite limbi. Numele oficiale ale orașului Novi Sad utilizate de către administrația locală sunt:
- Sârbă: Нови Сад, Novi Sad;
- maghiară: Újvidék;
- slovacă: Nový Sad;
- ruteană occidentală: Нови Сад (transliterat: Novi Sad).

În croată și română, care sunt limbi oficiale în organele administrației provinciale, orașul se numește Novi Sad. Istoric, a fost, de asemenea, numit „Neusatz” în limba germană. În sensul său mai larg, numele Grad Novi Sad se referă la "orașul Novi Sad", care este una dintre unitățile de oraș la nivel administrativ al Republicii Serbia. În sensul său restrâns, numele Novi Sad se referă la comuna Novi Sad, una dintre cele două municipalități urbane care compun orașul Novi Sad (cealaltă municipalitate fiind Petrovaradin). Novi Sad, de asemenea, s-ar putea referi strict la partea urbană a orașului Novi Sad (inclusiv Novi Sad, și orașele din Sremska Kamenica și Petrovaradin). Novi Sad s-ar putea referi și la centrul istoric urban Novi Sad, și anume Novi Sad (cu excepția Sremska Kamenica și Petrovaradin).

## Istorie

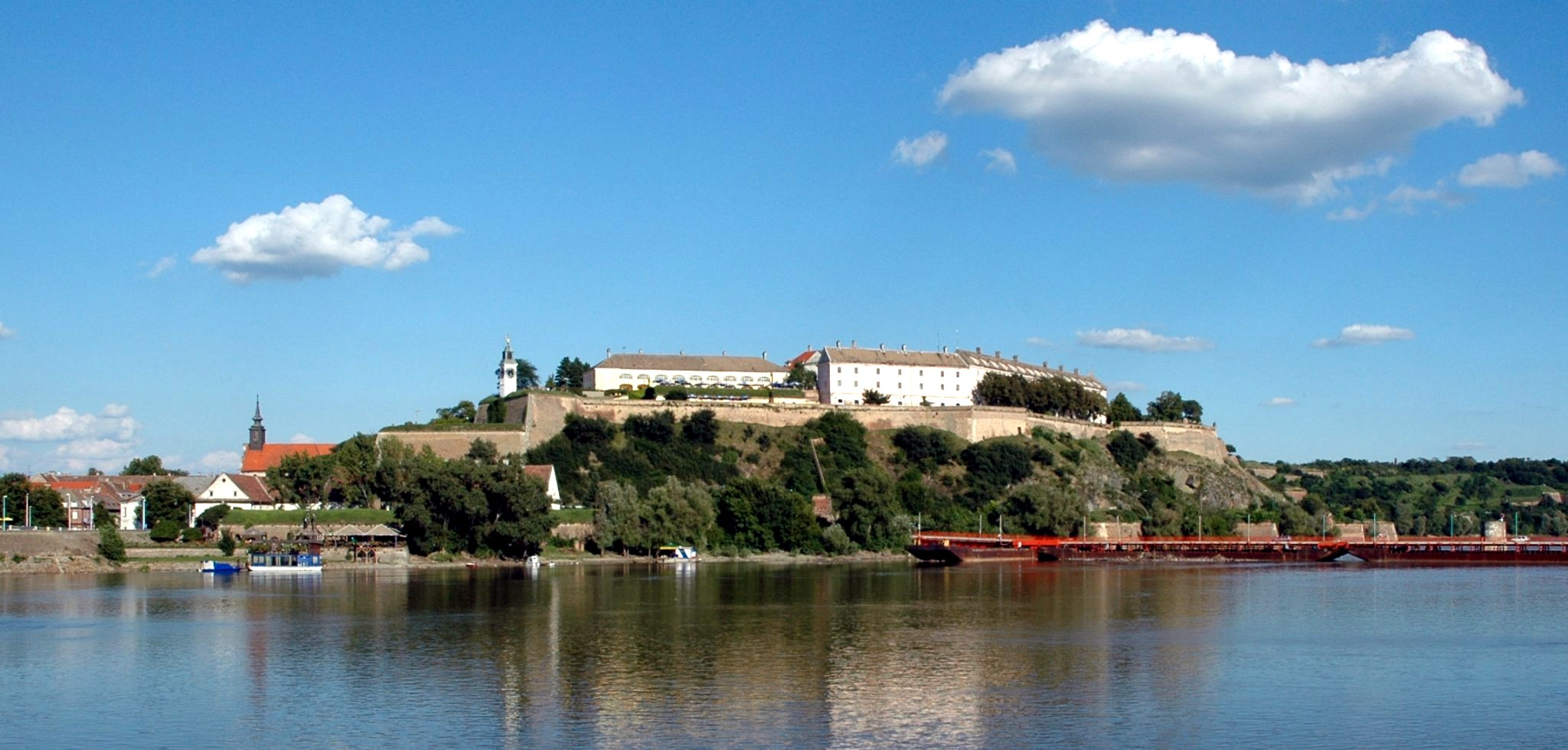
Vedere din Novi Sad, din Cetatea Petrovaradin peste Dunăre (August 2005).

### Origini
Așezarea umană pe teritoriul de azi din Novi Sad are origini vechi, încă din epoca de piatră (în jur de 4500 î.Hr.). Această așezare a fost situată pe malul drept al Dunării pe teritoriul de azi al Petrovaradinului. Această regiune a fost cucerită de celți (in secolul IV î.Hr.) și romani (în sec I î.Hr.). Celții au fondat prima cetate în această așezare, care a fost situată pe malul drept al Dunării. În timpul stăpânirii romane, o cetate mai mare a fost construită în secolul I cu numele de Cusum și a fost inclusă în provincia romană Pannonia. În secolul al V-lea, Cusum a fost devastată de invazia hunilor.
Până la sfârșitul secolului al V-lea, bizantinii au reconstruit orașul și l-au numit prin numele Petrikon și Cusum. Orașul a fost cucerit, mai târziu, de ostrogoți, gepizi, avari, franci, bulgari și, din nou, de către bizantini. Regiunea a fost cucerită de Regatul Ungariei între secolul al X-lea și al XII-lea, iar orașul a fost menționat, sub numele Bélakút sau Peturwarad (Pétervárad, sârbă: Petrovaradin), în documentele din 1237. În același an (1237), alte câteva localități au fost menționate pe teritoriul zonei urbane moderne din Novi Sad (pe malul stâng al Dunării).
Din secolul al XIII-lea la al XVI-lea, aceste așezări au existat pe teritoriul zonei urbane moderne din Novi Sad:
- pe malul drept al Dunării: Pétervárad (sârbă: Petrovaradin) și Kamanc (sârbă: Kamenica).
- pe malul stâng al Dunării: Baksa sau Baksafalva (sârbă: Bakša, Bakšić), Kűszentmárton (sârbă: Sent Marton), Bivalyos sau Bivalo (sârbă: Bivaljoš, Bivalo), Vásárosvárad sau Varad (sârbă: Vašaroš Varad, Varadinci), Zajol I (sârbă: Sajlovo I, Sajlovo Gornje, Gornje Isailovo), Zajol II (sârbă: Sajlovo II, Sajlovo Donje, Donje Isailovo), Bistritz (sârbă: Bistrica).

Alte așezări au existat în zona suburbană din Novi Sad: Mortályos (sârbă: Mrtvaljoš), Csenei (sârbă: Čenej), Keménd (sârbă: Kamendin), REV (sârbă: Rivica). Etimologia toponimelor arată că unele dintre ele sunt de origine maghiară (de exemplu: Bélakút, Baksafalva, Kűszentmárton, Vásárosvárad, REV), acest lucru indică faptul că unele dintre ele au fost, inițial, locuite de maghiari înainte de invazia otomană. Unele toponime sunt de origine slavă, iar altele au o origine exactă nesigură. De exemplu, Bivalo (Bivaljoš) a fost o așezare slavă mare, care datează din secolul al V-lea sau al VI-lea.

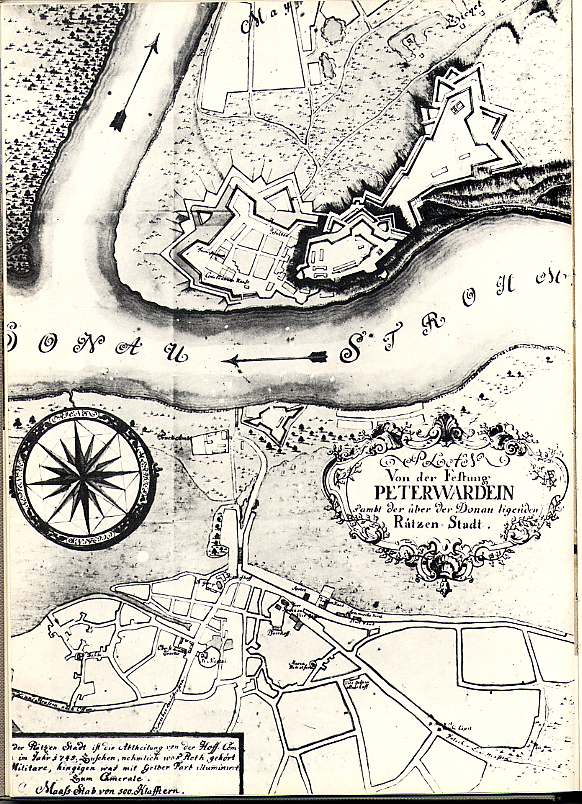
Harta Novi Sad (Ratzen Stadt) din 1745

Registrele fiscale din 1522 arată un amestec de nume maghiare și slave în rândul locuitorilor din aceste sate, inclusiv nume slave ca Bozso (Bozo), Radovan, Radonya (Radonja), Ivo, etc. După invazia otomană din secolele XVI-XVII, unele din aceste așezări au fost distruse și majoritatea locuitorilor maghiari au părăsit acest domeniu. Unele din așezări, de asemenea, au existat în timpul dominației otomane, și au fost populate de etnici sârbi.
Între 1526 și 1687, regiunea a fost sub stăpânire otomană. În anul 1590, populația din toate satele care existau pe teritoriul de astăzi al Novi Sadului, număra 105 case locuite, în exclusivitate, de către sârbi. Cu toate acestea, înregistrările otomane menționau doar locuitorii care plăteau impozite, astfel numărul de sârbi care locuiau în zonă (de exemplu, cei care au servit în armata otomană) a fost mai mare.

### Fondarea Novi Sad
La începutul dominației habsburgice, aproape de sfârșitul secolului al XVII-lea, oamenilor care aveau credință ortodoxă le-a fost interzisă reședința în Petrovaradin, astfel, sârbii au fost, în mare parte, în imposibilitatea de a construi case acolo. Din acest motiv, o nouă așezare a fost fondată în 1694 pe malul stâng al Dunării. Denumirea inițială a acestei așezări a fost Orașul Sârbesc(Ratzen Stadt). Un alt nume folosit pentru așezare a fost Petrovaradinski Šanac. În 1718, locuitorii din satul Almas au fost reinstalați la Petrovaradinski Šanac, unde au fondat Almaški Kraj ("Cartierul Almas").
Potrivit datelor din 1720, populația din Ratzen Stadt a fost compusă din 112 case sârbești, 14 germane și 5 case maghiare. Așezarea a câștigat, oficial, actuala denumire Novi Sad (Neoplanta - în latină) în 1748, când a devenit un "Oraș liber regal".
Edictul care a proclmat Novi Sad, un „Oraș liber regal” a fost proclamat la 1 februarie 1748. Edictul are următorul cuprins:
"Noi, Maria Tereza, prin mila lui Dumnezeu, împărăteasă a Sfântului Imperiu, regina Ungariei, Boemia, Moravia, Dalmația, Croația, Slavonia, Rama, Serbia, Galicia, Lodomeria, Carintia etc.
exprimăm această proclamație pentru oricine, care s-ar putea îngrijora ... astfel încât renumitul Petrovaradinski Šanac, care se află pe partea cealaltă a Dunării, în provincia Bačka pe terenul Sajlovo, prin puterea regală divină și prestigiul .. . fac din acest oraș un „Oraș liber regal” și pentru consolidare, acceptă și îl recunosc ca unul din orașele libere regale al Regatului nostru din Ungaria și alte teritorii, prin eliminarea denumirii anterioare de Petrovaradinski Šanac, redenumindu-l Neoplantae (latină), Új- Vidégh (maghiară), Neusatz (germană) și Novi Sad (sârbă)." 

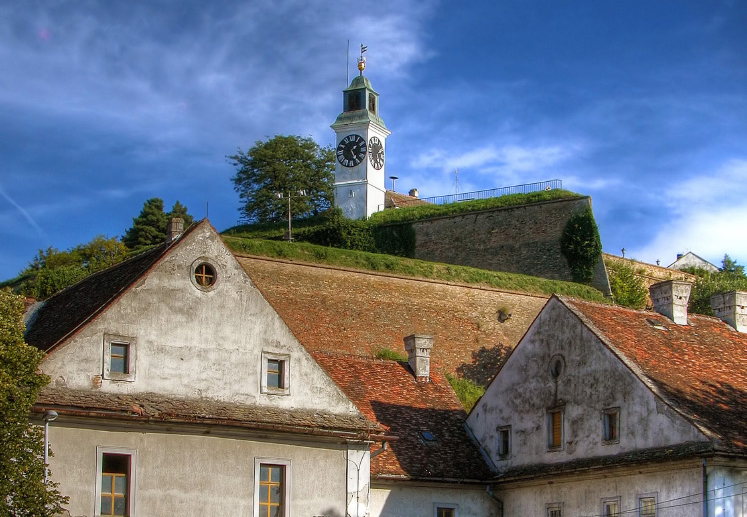
Fortăreața Petrovaradin cunoscută ca Habsburg Gibraltar

Pentru o mare parte din secolele al XVIII-lea și al XIX-lea, Novi Sad a fost cel mai mare oraș din lume populat de etnici sârbi. Reformator al limbii sârbe, Vuk Stefanović Karadžić, scria, în 1817, că Novi Sad este "cea mai mare municipalitate sârbească din lume". A fost un centru cultural și politic al sârbilor, care nu au avut propriul lor stat național la momentul respectiv. Din cauza influenței sale culturale și politice, Novi Sad a devenit cunoscut ca Atena Serbiei (Srpska Atina în limba sârbă). Potrivit datelor din 1843, Novi Sad a avut 17332 de locuitori, din care 9675 erau creștini ortodocși, 5724 catolici,  1032 protestanți, 727 de evrei, și 30 de aderenți din biserica armeană. Cel mai mare grup etnic din oraș a fost cel al sârbilor și cel de-al doilea a fost al germanilor
În timpul Revoluției din 1848-1849, Novi Sad a fost parte a Voivodinei Sârbești, o regiune autonomă sârbă în cadrul Imperiului Habsburgic. În 1849, armata maghiară situată în Cetatea Petrovaradin a bombardat și a devastat orașul, care a pierdut o mare parte din populație. Conform unui recensământ din 1850 existau doar 7,182 cetățeni în oraș, comparativ cu 17,332 în 1843. Între 1849 și 1860, orașul a fost parte a unui domeniu regal austriac separat cunoscut sub numele de Voivodina din Serbia și Banatul Tamiš. După desființarea acestei provincii, orașul a fost inclus în ținutul Bačka-Bodrog.
După 1867, Novi Sad a fost localizat în partea maghiară a Austro-Ungariei. În acest timp, politica de maghiarizare a guvernului ungar a modificat drastic structura demografică a orașului, adică de la sârbă, în principal, populația orașului a devenit etnic mixtă.

### După Primul Război Mondial

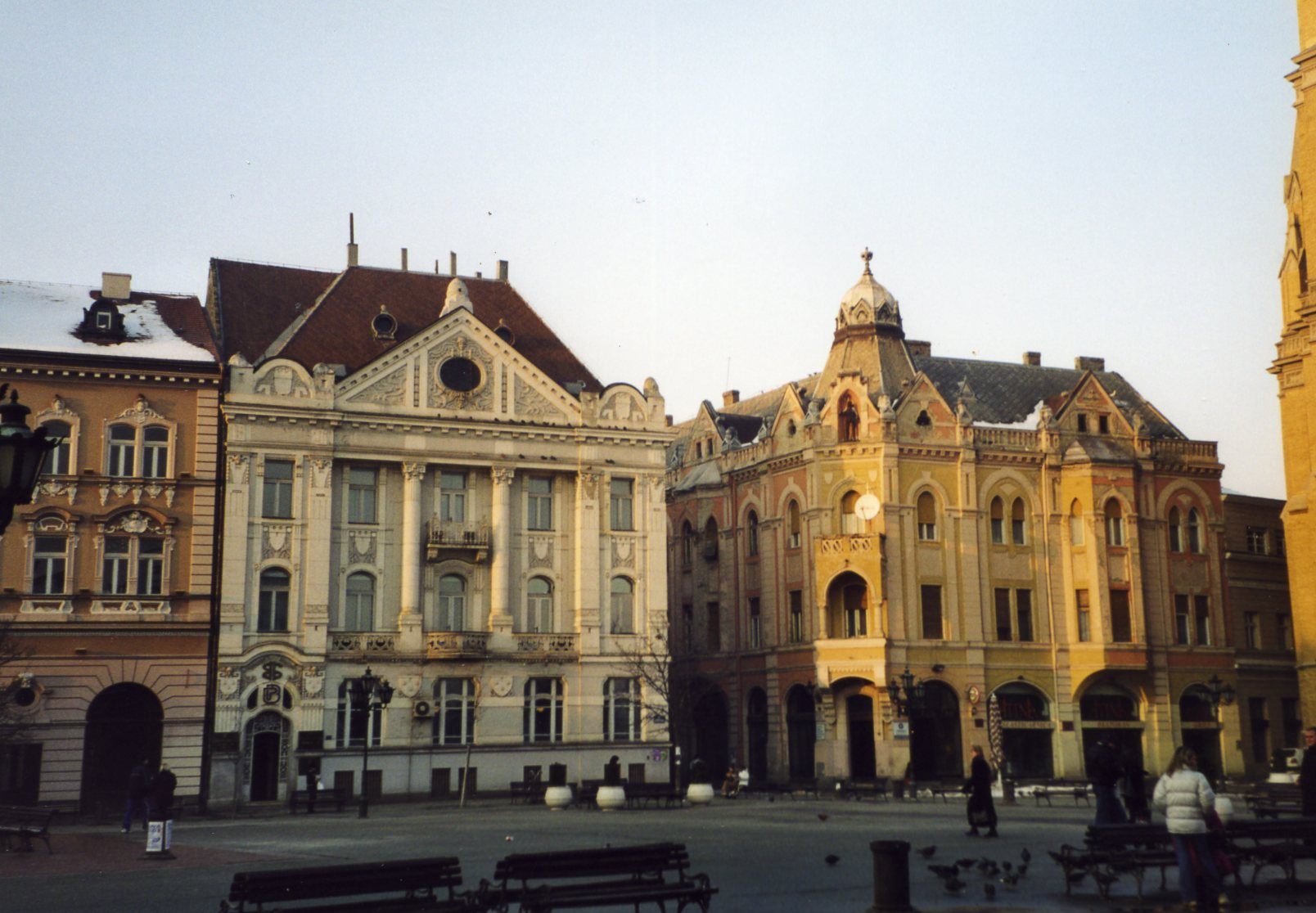
Piața principală, arhitectură neoclasică

La 25 noiembrie 1918 adunarea sârbilor, a bunievicilor și altor națiuni din Voivodina și din Novi Sad au proclamat unirea regiunii cu Regatul Voivodina din Serbia. Începând cu 1 decembrie 1918 Novi Sad a fost parte din Regatul sârbilor, croaților și slovenilor, iar în 1929 a devenit capitala Banovinei Dunării, o provincie a Regatului Iugoslaviei. În 1921 populația orașului număra 39.122 de locuitori, dintre care 16.293 vorbitori de sârbă, 12.991 vorbitori de maghiară, 6.373 de germană, 1.117 de slovacă, etc.
În 1941 Regatul Iugoslaviei a fost invadat și împărțit de către puterile Axei, și părțile sale nordice, inclusiv din Novi Sad, au fost anexate de Ungaria. În timpul celui de-al Doilea Război Mondial, aproximativ 5.000 de cetățeni au fost uciși și mulți alții au fost relocați. În trei zile ale raidului din Novi Sad (21-23 ianuarie 1942), poliția maghiară singură a ucis 1246 de cetățeni, printre care mai mult de 800 de evrei, și au aruncat cadavrele lor în apele înghețate ale Dunării, în timp ce numărul total al morților rezultat după raid a fost de aproximativ 2.500 de cetățeni de toate naționalitățile - sârbi, maghiari, slovaci, și alții - au luptat împreună împotriva autorităților Axei. În 1975, întregului oraș i-a fost acordat titlul de Erou al Poporului din Iugoslavia.
Partizanii comuniști din Bačka și Syrmia au intrat în oraș la 23.10.1944, sub conducerea lui Todor Gavrilovics Rilc. În timpul administrației militare în Banat, Bačka și Baranja (17 octombrie 1944-27 ianuarie 1945), partizanii comuniști au ucis un număr de cetățeni care au fost văzuți în calitate de colaboratori ai Axei sau ca amenințare la adresa noului regim. În conformitate cu articolul din Novosti Večernje din 09/06/2009, cele mai multe persoane ucise de către partizanii din Novi Sad au fost etnici sârbi. Partizanii au ucis, de asemenea, cetățeni de etnie maghiară și germană. Conform unor surse, în această perioadă, aproximativ 2.000 -10000  cetățeni (inclusiv 3 preoți maghiari ) au fost uciși.

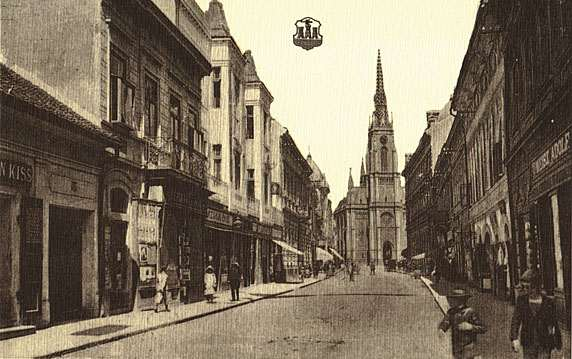
Novi Sad în perioada Interbelică(1920)

Novi Sad a devenit parte a Iugoslaviei noi, socialiste. Din 1945, Novi Sad a fost capitala Voivodinei, o provincie a Republicii Socialiste Federative Iugoslavia și Serbiei. Orașul a trecut prin industrializare rapidă și, mai mult, populația s-a dublat în perioada cuprinsă între Al Doilea Război Mondial și destrămarea Iugoslaviei. După 1992 Novi Sad a fost parte a Republicii Federale Iugoslavia, care, în 2003, a fost transformată în Uniunea Statală Serbia și Muntenegru. Din 2006 Novi Sad este parte a Serbiei independente.
Devastat de bombardamentele NATO, în timpul războiului din Kosovo din 1999, Novi Sad a fost lăsat fără toate cele trei poduri peste Dunăre, fără comunicații, fără apă și fără energie electrică. Zonele rezidențiale au fost bombardate de mai multe ori, în timp ce rafinăria de petrol a fost bombardată zi de zi, cauzând poluare severă și daune ecologice pe scară largă (a se vedea: Operațiunea Forțele Aliate).
La 1 noiembrie 2024 a avut loc prăbușirea copertinei de la gara din Novi Sad, accident soldat cu 15 morți și mai mulți răniți.

## Geografie

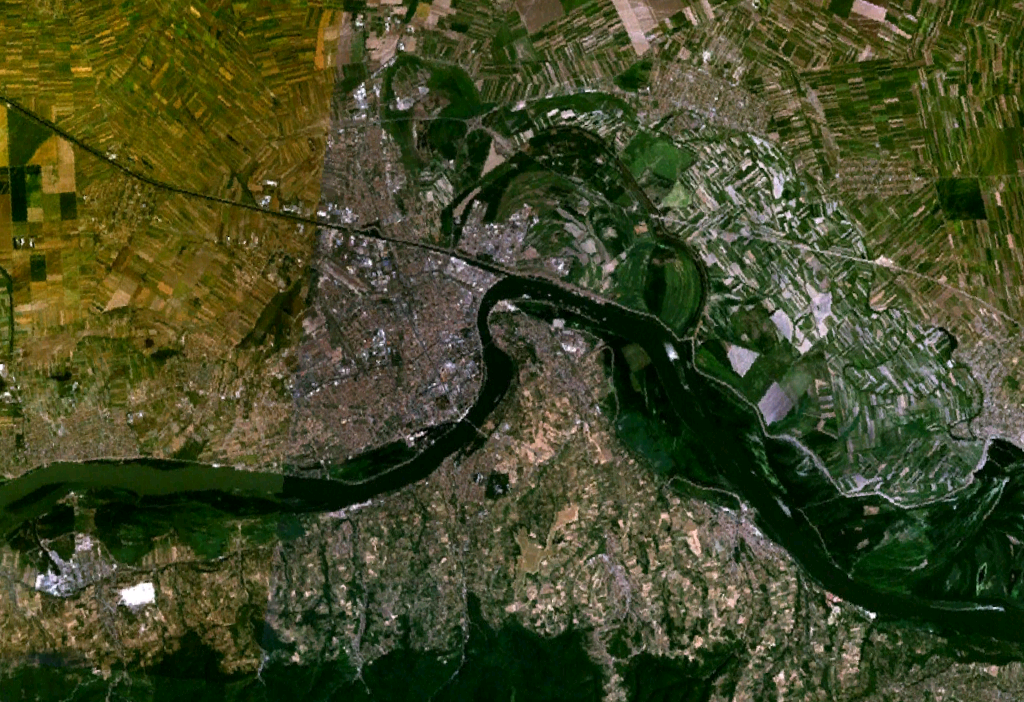
Imagine din satelit, arată orașul și arealul urban al Novi Sad-ului

Novi Sad este situat în nordul provinciei sârbe Voivodina, cu suprafața de 699 km², în timp ce pe site-ul oficial al orașului, suprafața de teren este de 702 km²; și din mediul urban este de 129,7 km².  Orașul se intinde pe fluviul Dunărea și o mică secțiune a Canalului Dunăre-Tisa-Dunăre.
Peisajul din Novi Sad este împărțit în două părți, una este situată în regiunea Bačka și alta în regiunea Syrmia. Dunărea este o graniță naturală între ele. Partea Bačka a orașului se află pe una din părțile cele mai mici de sud ale Câmpiei Panonice, în timp ce partea Fruska Gora (Syrmia) este pe un munte. Câmpiile aluvionare de-a lungul Dunării sunt bine formate, în special pe malul stâng, în unele părți la 10 km de râu. O mare parte din Novi Sad se află pe o terasă fluvială, cu o altitudine de 80–83 m. Partea de nord a Fruska Gora este compusă din masive alunecări de teren, dar acestea nu sunt active, cu excepția cazului din vecinătatea Ribnjak (între Sremska Kamenica și Cetatea Petrovaradin).

### Suburbii și sate

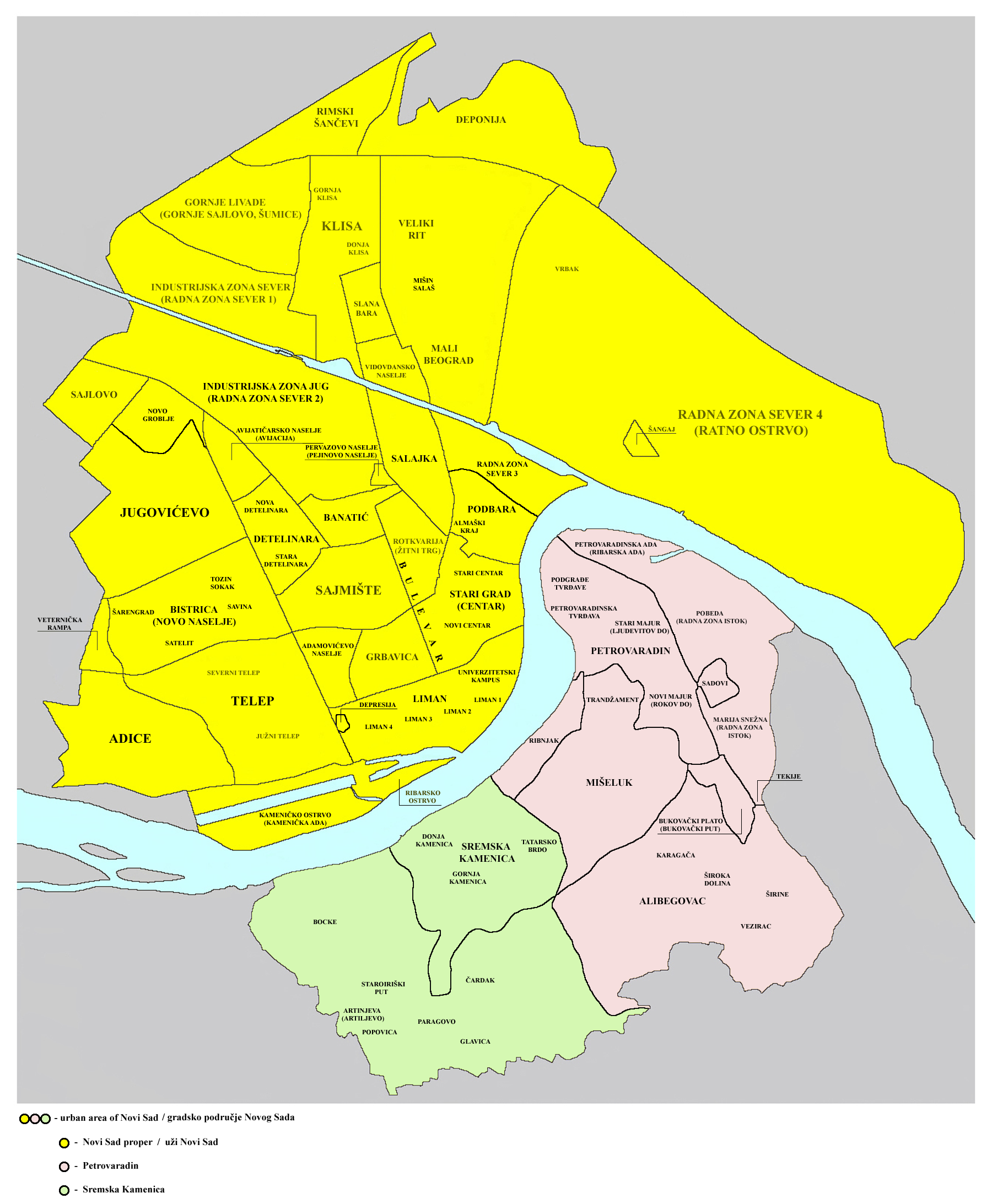
Urban area of Novi Sad

| Nr. | Nume          | Statut | Comună/municipiu | Populație (2011) |
| --- | ------------- | ------ | ---------------- | ---------------- |
| 1   | Begeč         | sat    | Novi Sad         | 3,325            |
| 2   | Budisava      | sat    | Novi Sad         | 3,656            |
| 3   | Bukovac       | sat    | Petrovaradin     | 3,936            |
| 4   | Čenej         | sat    | Novi Sad         | 2,125            |
| 5   | Futog         | orășel | Novi Sad         | 18,641           |
| 6   | Kać           | sat    | Novi Sad         | 11,740           |
| 7   | Kisač         | sat    | Novi Sad         | 5,091            |
| 8   | Kovilj        | sat    | Novi Sad         | 5,414            |
| 9   | Ledinci       | sat    | Petrovaradin     | 1,912            |
| 10  | Rumenka       | sat    | Novi Sad         | 6,495            |
| 11  | Stari Ledinci | sat    | Petrovaradin     | 934              |
| 12  | Stepanovićevo | sat    | Novi Sad         | 2,021            |
| 13  | Veternik      | sat    | Novi Sad         | 17,454           |

## Climă
Novi Sad are un climat continental moderat, cu patru anotimpuri. Toamna este mai lungă decât primăvara, cu perioade lungi de timp însorite și calde. Iarna nu este atât de severă, cu o medie de 22 de zile de temperatură sub 0°C. Ianuarie este luna cea mai rece, cu o temperatură medie de -1.9 °C. Primăvara este, de obicei, scurtă și ploioasă, în timp ce vara vine brusc. Cea mai rece temperatură înregistrată vreodată în Novi Sad a fost -30.7 °C, la 24 ianuarie 1963; și cea mai caldă temperatură înregistrată vreodată a fost 41.6 °C, la 24 iulie 2007.
Vântul Košava din sud-est, care suflă din Carpați și aduce vreme senină și uscată, este caracteristic climatului local. Suflă toamna și iarna, în intervale de 2-3 zile. Viteza medie a vântului Košava este de 25–43 km pe oră, dar anumite rafale pot ajunge până la 130 km/h.  În timpul iernii, urmat de o furtună de zăpadă, acesta poate provoca troiene. De asemenea, acesta poate să scadă  temperaturile până la aproximativ -30 °C.
| Date climatice pentru Rimski Šančevi, Novi Sad (1981–2010) | Date climatice pentru Rimski Šančevi, Novi Sad (1981–2010) | Date climatice pentru Rimski Šančevi, Novi Sad (1981–2010) | Date climatice pentru Rimski Šančevi, Novi Sad (1981–2010) | Date climatice pentru Rimski Šančevi, Novi Sad (1981–2010) | Date climatice pentru Rimski Šančevi, Novi Sad (1981–2010) | Date climatice pentru Rimski Šančevi, Novi Sad (1981–2010) | Date climatice pentru Rimski Šančevi, Novi Sad (1981–2010) | Date climatice pentru Rimski Šančevi, Novi Sad (1981–2010) | Date climatice pentru Rimski Šančevi, Novi Sad (1981–2010) | Date climatice pentru Rimski Šančevi, Novi Sad (1981–2010) | Date climatice pentru Rimski Šančevi, Novi Sad (1981–2010) | Date climatice pentru Rimski Šančevi, Novi Sad (1981–2010) | Date climatice pentru Rimski Šančevi, Novi Sad (1981–2010) |
| Luna                                                       | Ian                                                        | Feb                                                        | Mar                                                        | Apr                                                        | Mai                                                        | Iun                                                        | Iul                                                        | Aug                                                        | Sep                                                        | Oct                                                        | Nov                                                        | Dec                                                        | Anual                                                      |
| ---------------------------------------------------------- | ---------------------------------------------------------- | ---------------------------------------------------------- | ---------------------------------------------------------- | ---------------------------------------------------------- | ---------------------------------------------------------- | ---------------------------------------------------------- | ---------------------------------------------------------- | ---------------------------------------------------------- | ---------------------------------------------------------- | ---------------------------------------------------------- | ---------------------------------------------------------- | ---------------------------------------------------------- | ---------------------------------------------------------- |
| Maxima medie °C (°F)                                       | 3.7 (38,7)                                                 | 6.1 (43)                                                   | 12.0 (53,6)                                                | 17.7 (63,9)                                                | 23.0 (73,4)                                                | 25.8 (78,4)                                                | 28.1 (82,6)                                                | 28.3 (82,9)                                                | 23.6 (74,5)                                                | 18.0 (64,4)                                                | 10.5 (50,9)                                                | 4.8 (40,6)                                                 | 16,8 (62,2)                                                |
| Media zilnică °C (°F)                                      | 0.2 (32,4)                                                 | 1.6 (34,9)                                                 | 6.4 (43,5)                                                 | 11.8 (53,2)                                                | 17.3 (63,1)                                                | 20.1 (68,2)                                                | 21.9 (71,4)                                                | 21.6 (70,9)                                                | 16.9 (62,4)                                                | 11.8 (53,2)                                                | 5.9 (42,6)                                                 | 1.5 (34,7)                                                 | 11,4 (52,5)                                                |
| Minima medie °C (°F)                                       | −3.1 (26,4)                                                | −2.4 (27,7)                                                | 1.5 (34,7)                                                 | 6.2 (43,2)                                                 | 11.3 (52,3)                                                | 14.1 (57,4)                                                | 15.5 (59,9)                                                | 15.3 (59,5)                                                | 11.4 (52,5)                                                | 6.9 (44,4)                                                 | 2.2 (36)                                                   | −1.5 (29,3)                                                | 6,5 (43,7)                                                 |
| Minima istorică °C (°F)                                    | −28.6 (−19.5)                                              | −24.2 (−11.6)                                              | −19.9 (−3.8)                                               | −6.2 (20,8)                                                | −0.4 (31,3)                                                | 0.2 (32,4)                                                 | 6.6 (43,9)                                                 | 6.9 (44,4)                                                 | −1.6 (29,1)                                                | −6.2 (20,8)                                                | −13.8 (7,2)                                                | −24 (−11.2)                                                | −28,6 (−19,5)                                              |
| Precipitații mm (inches)                                   | 39.1 (1.539)                                               | 31.4 (1.236)                                               | 42.5 (1.673)                                               | 49.2 (1.937)                                               | 63.0 (2.48)                                                | 91.4 (3.598)                                               | 64.3 (2.531)                                               | 57.5 (2.264)                                               | 53.8 (2.118)                                               | 52.7 (2.075)                                               | 53.8 (2.118)                                               | 48.8 (1.921)                                               | 647,3 (25,484)                                             |
| Umiditate [%]                                              | 85                                                         | 79                                                         | 71                                                         | 67                                                         | 66                                                         | 69                                                         | 68                                                         | 68                                                         | 72                                                         | 76                                                         | 82                                                         | 86                                                         | 74                                                         |
| Nr. de zile cu precipitații (≥ 0.1 mm)                     | 12                                                         | 10                                                         | 11                                                         | 12                                                         | 13                                                         | 12                                                         | 10                                                         | 9                                                          | 10                                                         | 9                                                          | 11                                                         | 13                                                         | 132                                                        |
| Ore însorite                                               | 64.8                                                       | 99.0                                                       | 156.4                                                      | 190.1                                                      | 250.8                                                      | 269.4                                                      | 303.6                                                      | 285.8                                                      | 205.7                                                      | 158.9                                                      | 92.4                                                       | 58.4                                                       | 2.135,3                                                    |
| Sursă: Republic Hydrometeorological Service of Serbia      |                                                            |                                                            |                                                            |                                                            |                                                            |                                                            |                                                            |                                                            |                                                            |                                                            |                                                            |                                                            |                                                            |

## Demografie
Novi Sad este cel mai mare oraș din Voivodina, și al doilea ca mărime din Serbia (după Belgrad). De la înființarea sa, populația orașului a fost în continuă creștere. Conform recensământului din 1991, 56,2% din cei care au venit în Novi Sad între 1961 - 1991 au fost din alte părți ale Voivodinei, în timp ce 15,3% au venit din Bosnia și Herțegovina și 11,7% din Serbia Centrală.
Conform ultimului recensământ oficial din 2002, populația urbană a orașului a fost 216583 și de 299294 cu locurile din jurul municipiilor incluse. Conform estimărilor de la sfârșitul anului 2004, existau 306,853 de locuitori în zona  municipală a orașului (estimare publicată la 31 decembrie 2004 de către biroul de statistică din Serbia). De la estimarea din registrul orașului, în decembrie 2009, populația din mediul urban din Novi Sad a fost 293,508.
Cele mai multe cartiere locuite din zona municipală au o majoritate de etnie sârbă, în timp ce satul Kisač are o majoritate de etnie slovacă.

## Economie

Clădirea NIS – sediul Industria petrolieră din Serbia.

Novi Sad este centrul economic al Voivodinei, regiunea agricolă cea mai fertilă din Serbia. Orașul este, de asemenea, unul dintre cele mai mari centre economice și culturale din Serbia și fosta Iugoslavie. Novi Sad are 3.621.012 de metri pătrați de spații de birouri.
Novi Sad a fost întotdeauna un oraș relativ dezvoltat în cadrul Iugoslaviei. În 1981 PIB-ul din Novi Sad, pe cap de locuitor a fost 172% din media iugoslavă. În anii 1990, orașul (la fel ca restul Serbiei) a fost grav afectat de un embargo comercial impus la nivel internațional și de hiperinflația dinarului iugoslav. Embargoul și proasta administrare economică a dus la o degradare sau decesul unei industrii odată mari, cum ar fi Novkabel (industria de cabluri electrice), Pobeda (industria metalurgică), Jugoalat (unelte), Albus și HINS (industria chimică). Practic, singura mare facilitate  viabilă rămasă este rafinăria de petrol, situată în nord-estul orașului (împreună cu centrala termică), în apropiere de așezarea Šangaj.

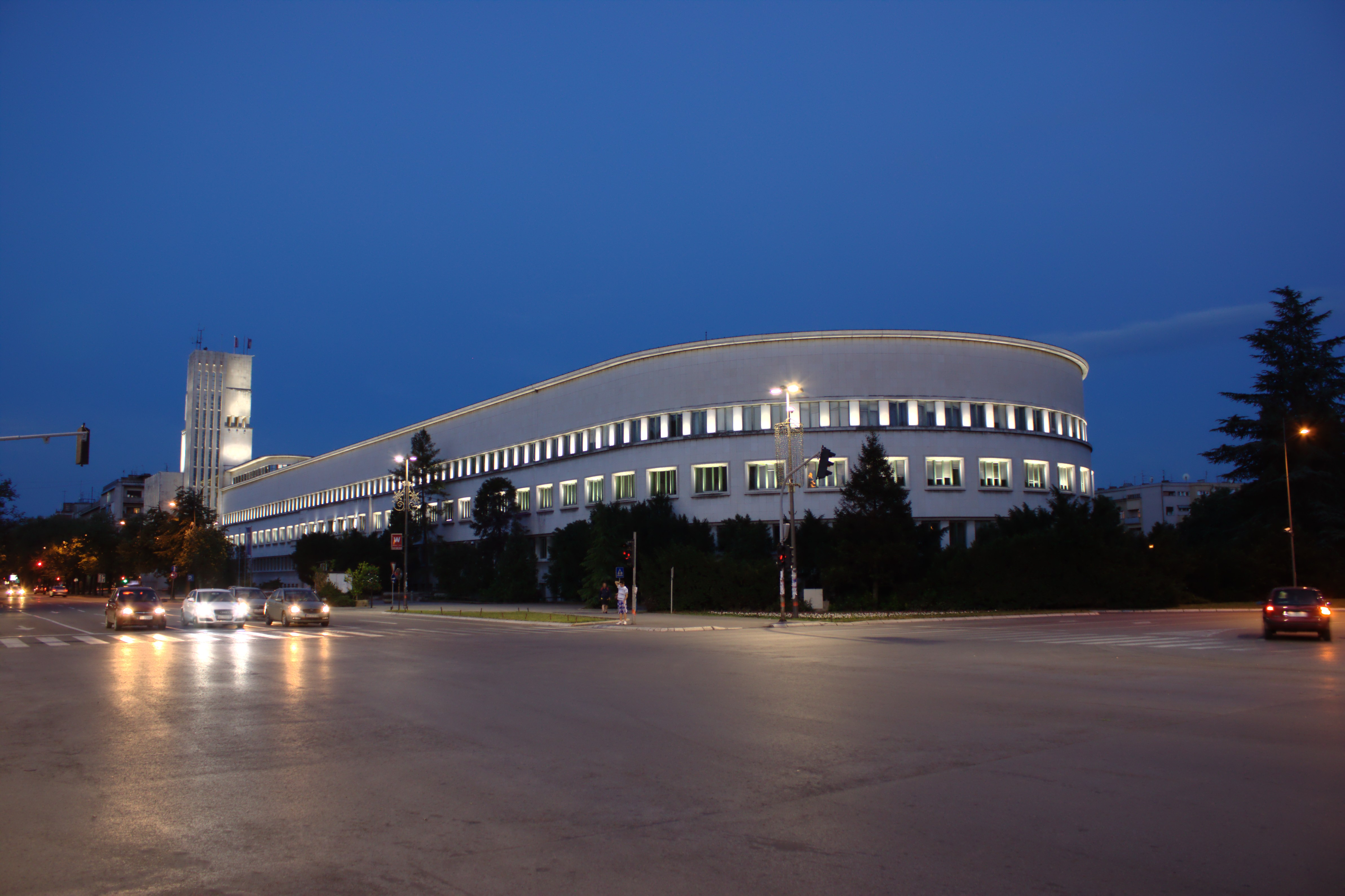
Palatul banovinei Dunărene, astăzi centrul administrativ al Voivodinei, a fost inaugurat în 1938 după planurile arhitectului Dragișa Brașovan

Economia din Novi Sad a recuperat cea mai mare parte din această perioadă și a crescut puternic începând cu anul 2001, trecerea de la economia bazată pe industrie la sectorul terțiar. Procesele de privatizare a statului și a societățiilor deținute de întreprinderi, precum și puternicul stimulent privat, a crescut ponderea companiilor private la peste 95% în zonă, și întreprinderile mici și mijlocii domină dezvoltarea economică a orașului.
Importanța Novi Sadului ca centru financiar este dovedită de numeroase bănci, cum ar fi Vojvođanska Bank, Erste Bank, Banca Kulska, Meridian Bank, Metals Bank, NLB Continental Bank și Banca Panonska; și a doua companie de asigurare ca mărime din Serbia - DDOR Novi Sad. Orașul este, de asemenea, sediul companiei petroliere de stat - Naftna Industrija Srbije. Este, de asemenea, sediul pieței grâului.
La sfârșitul anului 2005, biroul de statistică din Serbia a publicat o listă cu orașele cele mai dezvoltate din Serbia, lista plasa orașul Novi Sad la nr.7 la venitul național, în spatele unor municipii ca Belgrad și Bečej, cu 201.1% peste media din Serbia.

## Infrastructură

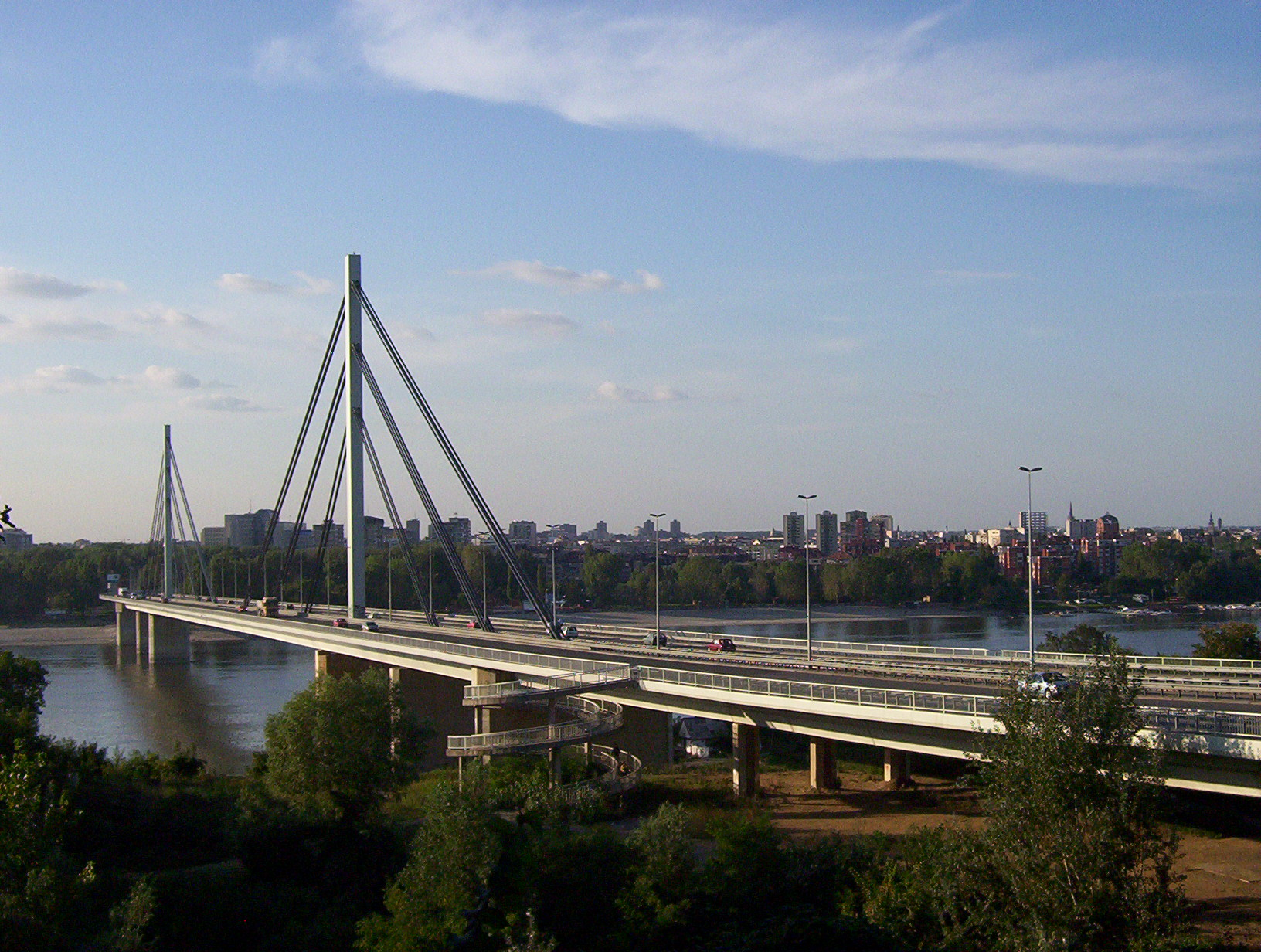
Podul Libertății reconstruit în 2005. Podul original a fost distrus de bombardamentele Nato în 1999.

Novi Sad este conectat prin autostradă la Subotica și Becicherecu Mare (Zrenjanin) și Belgrad. Accesul spre legăturile feroviare este făcut prin Gara Novi Sad, de unde circulă trenuri spre marile orașe europene, cum ar fi Viena și Budapesta. Unele din structurile cele mai renumite din oraș sunt podurile peste Dunăre, care au fost distruse în fiecare război și apoi reconstruite. Orașul este la aproximativ 90 de minute de aeroportul din Belgrad, Nikola Tesla, care se conectează cu capitalele din Europa.

### Transportul public
Principalul sistem de transport public din Novi Sad este format din linii de autobuz. Există 21 de linii urbane și 29 linii de tramvai. Operatorul este JGSP Novi Sad, cu stația de autobuz principală la începutul "Bulevardului Libertății". În plus, există numeroase companii de taxi care deservesc orașul. Orașul a avut un sistem de tramvai, dar a fost demontat în 1958.

## Relații internaționale

### Orașe înfrățite
Novi Sad are relații cu mai multe orașe înfrățite. Una dintre străzile principale din centrul orașului său este numit după Modena în Italia și, de asemenea, Modena a numit un parc din centrul orasului "Parco di Piazza d'Armi Novi Sad". Podul Prieteniei Novi Sad în Norwich, Marea Britanie, de Buro Happold, a fost, de asemenea, numit în onoarea orașului Novi Sad. Pe lângă orașe înfrățite, Novi Sad, a semnat mai multe acorduri de cooperare cu multe orașe europene. Începând cu 2006, orașele înfrățite cu Novi Sad sunt:
| - Banja Luka, Bosnia și Herțegovina - Budva, Muntenegru - Changchun, China - Dortmund, Germania - Gomel, Belarus - Ilioupoli, Grecia | - Modena, Italia - Nijni Novgorod, Rusia - Lviv, Ucraina - Norwich, Regatul Unit - Pécs, Ungaria - Timișoara, România - Toluca, Mexic |

Novi Sad este membru asociat al Eurocities.